# Zine El Abidine Boulekhoua
 (janvier 2020).
Si vous disposez d'ouvrages ou d'articles de référence ou si vous connaissez des sites web de qualité traitant du thème abordé ici, merci de compléter l'article en donnant les références utiles à sa vérifiabilité et en les liant à la section « Notes et références ».
Zine El Abidine Boulekhoua est un footballeur algérien né le 15 avril 1990 à Aïn Beïda dans la wilaya d'Oum El Bouaghi. Il évolue au poste d'arrière droit.

## Palmarès
- Champion d'Algérie en 2020, 2021 et 2022 avec le CR Belouizdad.
- Vice-champion d'Algérie en 2013 avec l'USM El Harrach.
- Vainqueur de la Coupe d'Algérie en 2019 avec le CR Belouizdad.
- Vainqueur de la Supercoupe d'Algérie en 2020 avec le CR Belouizdad.